# Храм Трёх Святителей (Ульяновск)
Храм во имя Трёх Святителей — православный храм в г. Ульяновска, Симбирской епархии Симбирской митрополии Русской православной церкви. С 1990 года — памятник градостроительства и архитектуры РФ.

## История

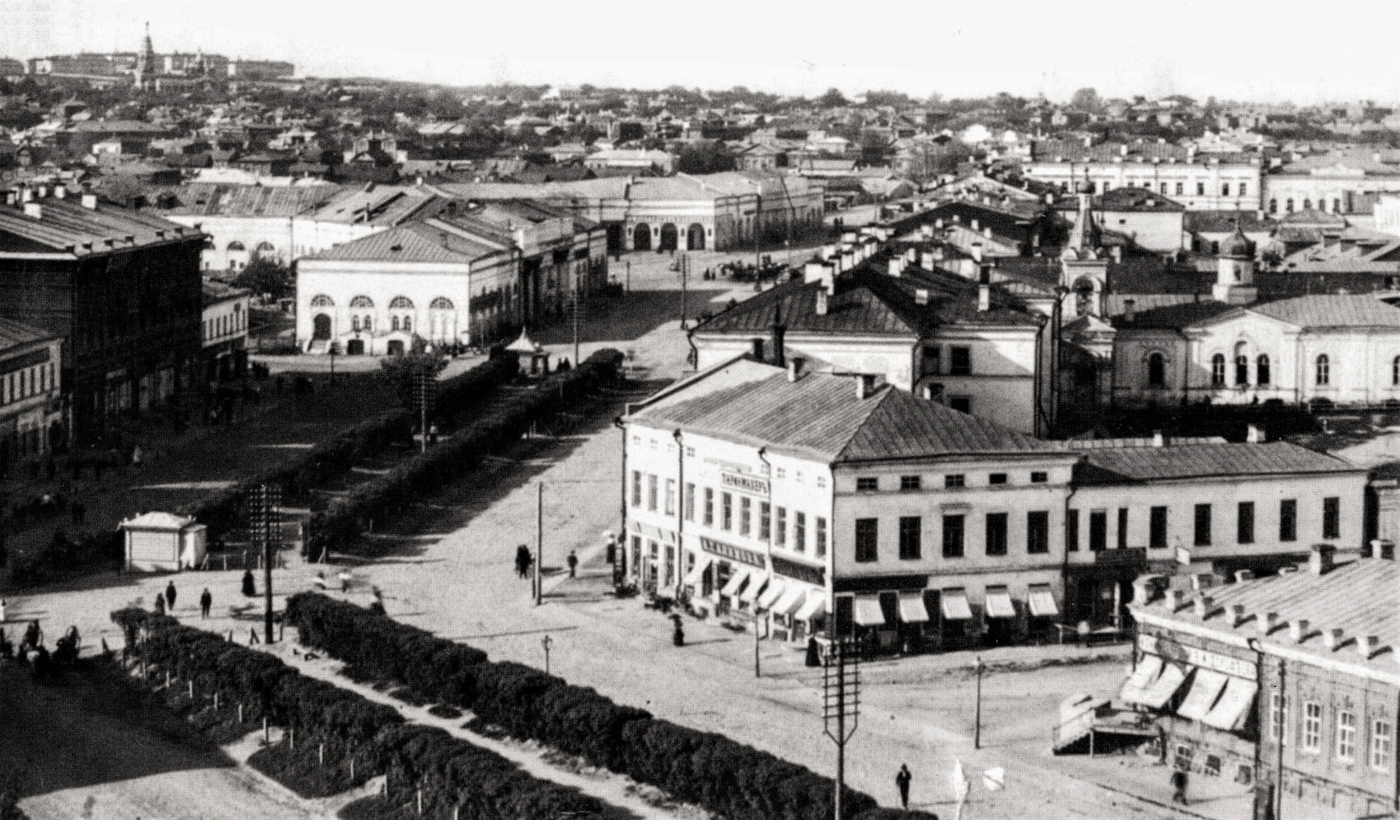
Семинария и домовая церковь (1900).

История храма тесно связана с историей Симбирской духовной семинарии, основанной в 1840 году. Первые четырнадцать лет своего существования семинария не имела своего храма, и семинаристы ходили в ближайший Вознесенский собор. В 1841 году во дворе на месте каретников была построена ученическая столовая. В 1853 году при епископе Феодотии эта столовая была перестроена и обращена в домовую церковь, которая была освящёна во имя святителя Петра, Митрополита Московского. Архитектор Белоусов Александр Анимимович.
После пожара 1864 года храм был восстановлен и освящён в 1870 году во имя Трёх Святителей: Василия Великого, Григория Богослова и Иоанна Златоуста.
С 18 по 23 января 1876 года в семинарском храме во имя Трёх святителей состоялся Симбирский епархиальный съезд депутатов духовенства.
В 1879 году при церкви открылось Духовно-просветительное братство. С 2 февраля 1886 года по июнь 1887 года делопроизводителем совета Симбирского духовно-просветительного братства в честь Трёх Святителей был Антоний (Флоренсов).

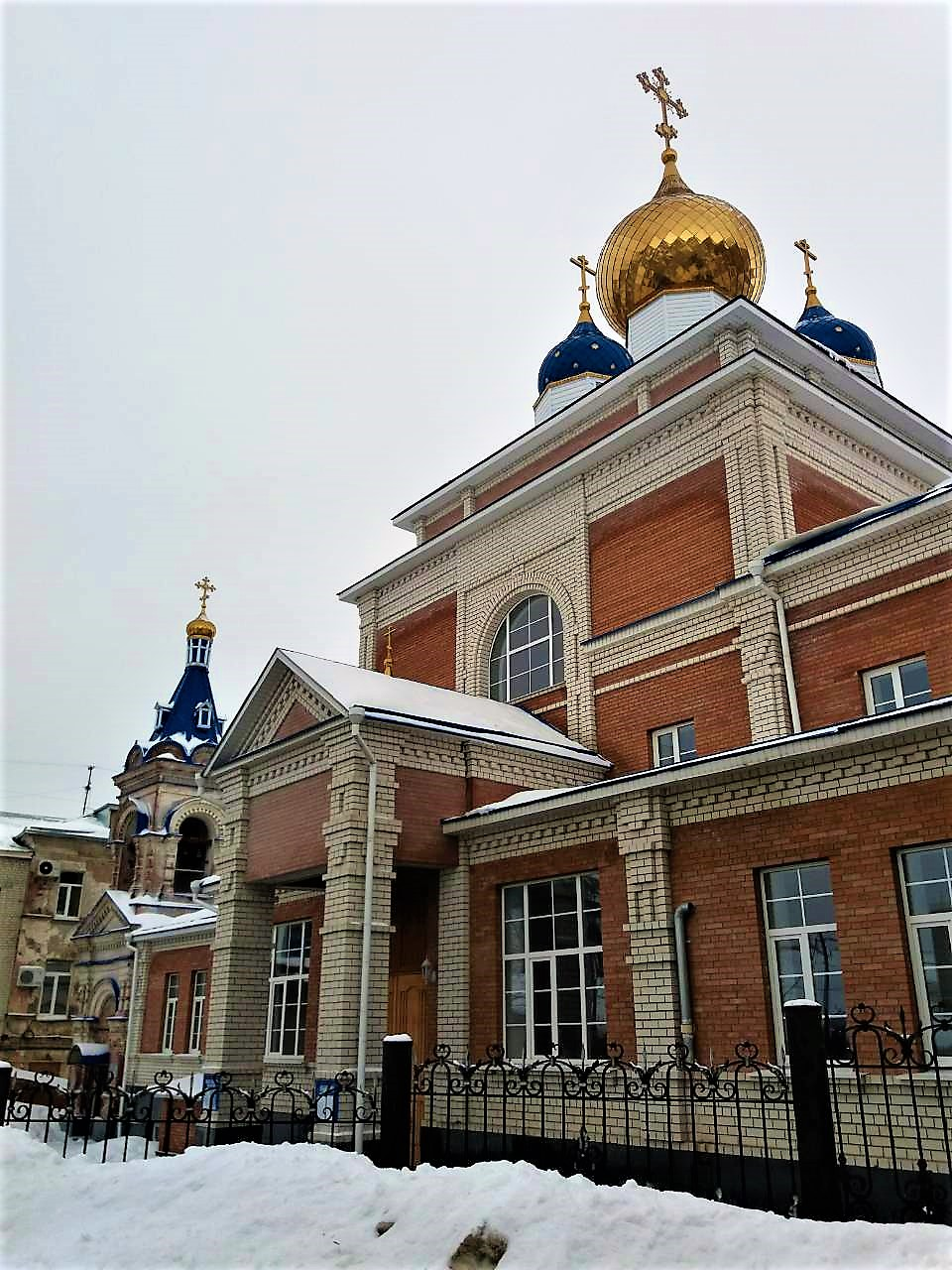
Храм Трёх святителей.

Семинарская церковь была закрыта в 1918 году.

## Современность
Долгие годы здание семинарского храма было в запустении. С 1960 по 1996 год в нём располагалась скульптурная мастерская художественного фонда. Потом здание храма было передано Русской православной церкви, но из-за сильной ветхости стен оно было демонтировано. От прежней семинарской церкви осталась только колокольня, построенная в 1893 году. 21 ноября 1996 году перед алтарём бывшей домовой церкви семинарии состоялась закладка небольшой деревянной церкви во имя Архистратига Михаила и 23 февраля 1997 года в храме состоялась первая Литургия.
С 1998 года, на месте демонтированного, начались строительные работы по возведению нового и более величественного храма. Новый проект был составлен главным архитектором города В. И. Некрасовым.
В конце мая 2001 года архиепископ Прокл (Хазов) освятил место под строительство храма и заложил первый камень (камень с частичками мощей), а осенью 2004 года храм был построен. Храм был освящён архиепископом Проклом 25.12.2011 г.

Решением Исполнительного комитета Ульяновского областного Совета народных депутатов от 12.02.1990 года № 79 "О мерах по улучшению работы по охране памятников, «Домовая церковь духовной семинарии» включена в Единый государственный реестр объектов культурного наследия (памятников истории и культуры) народов Российской Федерации.

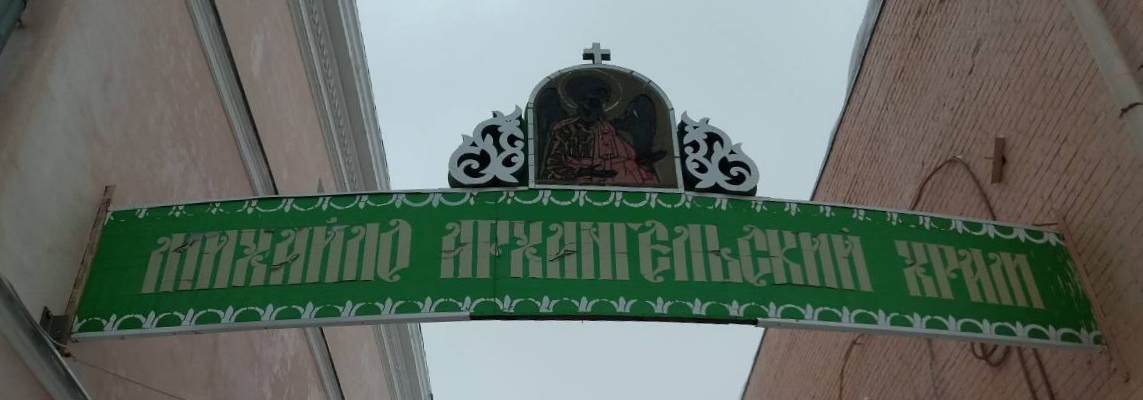
Аншлаг на входе в Михайло-Архангельский храм (до 2011).
Современная табличка на входе в Храм Трёх святителей (с 2011).
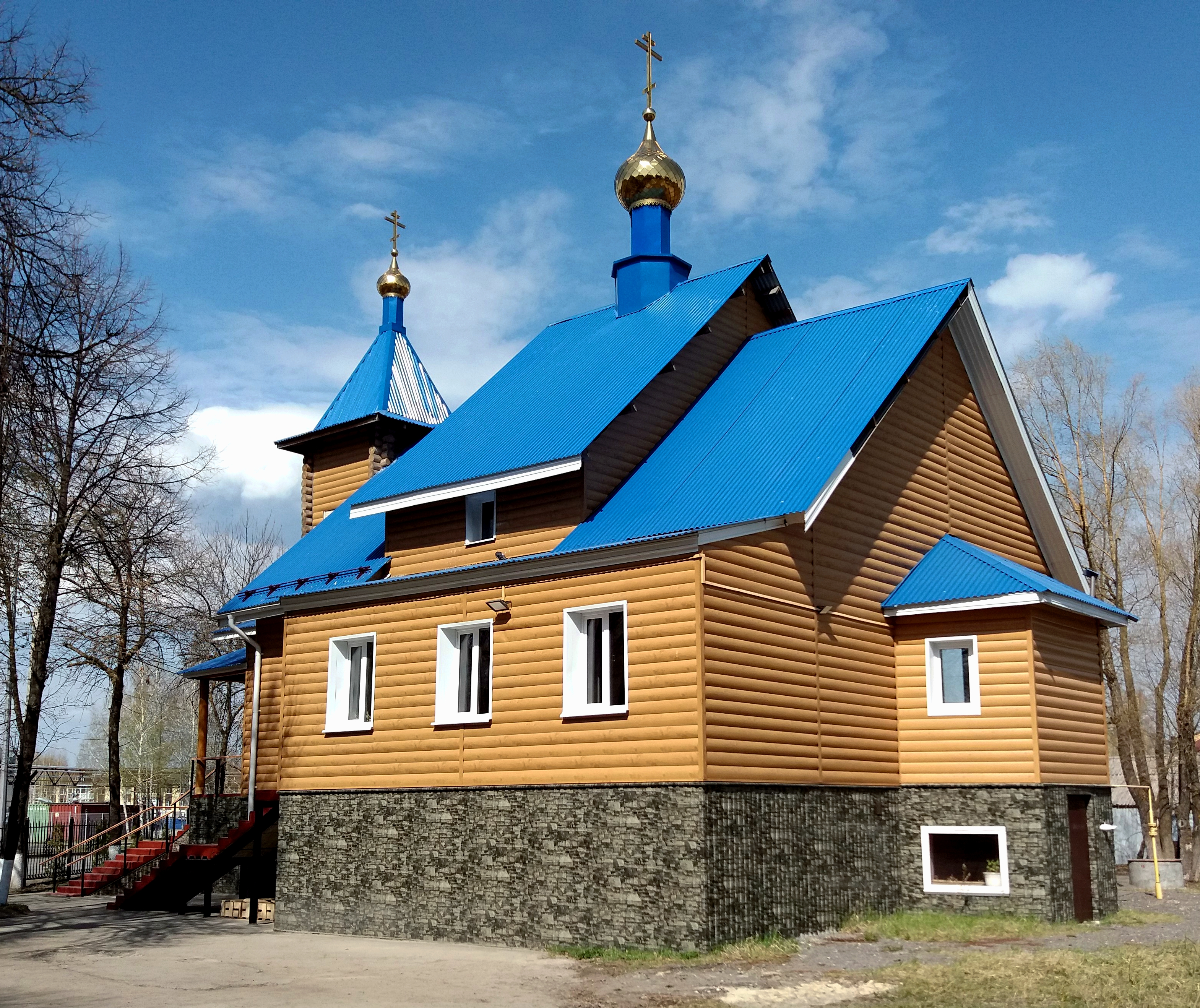
Временная церковь Михаила Архангела (ныне находится на Ипподромной улице).

## Святыни
В храме хранятся многие святыни, главной из которых является ковчег с мощами десятков угодников Божиих. Ковчег выносится для поклонения каждый раз во время совершения Всенощного бдения и Божественной литургии.
В храме находятся иконы:
- икона с частицами мощей святителя Николая Чудотвореца, архиепископа Мир Ликийских;
- икона священномученика Харалампия, епископа Магнезийского;
- икона священноисповедника Луки (Войно-Ясенецкого), архиепископа Крымского;
- икона святителя Феофана Затворника, епископа Вышенского;
- икона святителя Спиридона, епископа Тримифунтского;
- икона святого великомученика и целителя Пантелеимона.

## Престольные праздники
- Собор Трёх Святителей — 12 февраля

## Духовенство
- Введенский Серафим Иванович (?—?, священник),
- Говоров Владимир Д. (?—?, священник),
- Лебяжьев Николай (?—?, священник),
- Лукьянов Николай (?—?, диакон),
- Малинин Константин А. (?—?, диакон),
- Малиновский Пётр Иванович (?—?, священник),
- Новинский Николай Иванович (?—?, священник),
- Снежинский Павел Андреевич (?—1890, священник),
- Стернов Андрей Васильевич (1855—1938, протоиерей),
- Реморов Алексей Васильевич (1874—?, священник),
- Успенский Владимир Михайлович (1852—?, протоиерей)[10].

С 1918 по 1996 год церковь не действовала.
- Настоятель: протоиерей Николай Косых (с 1996)[11][12];
- иерей Феодор Троицкий (с 2021)[13];
- иерей Иоанн Береза (на 2025);

## Галерея

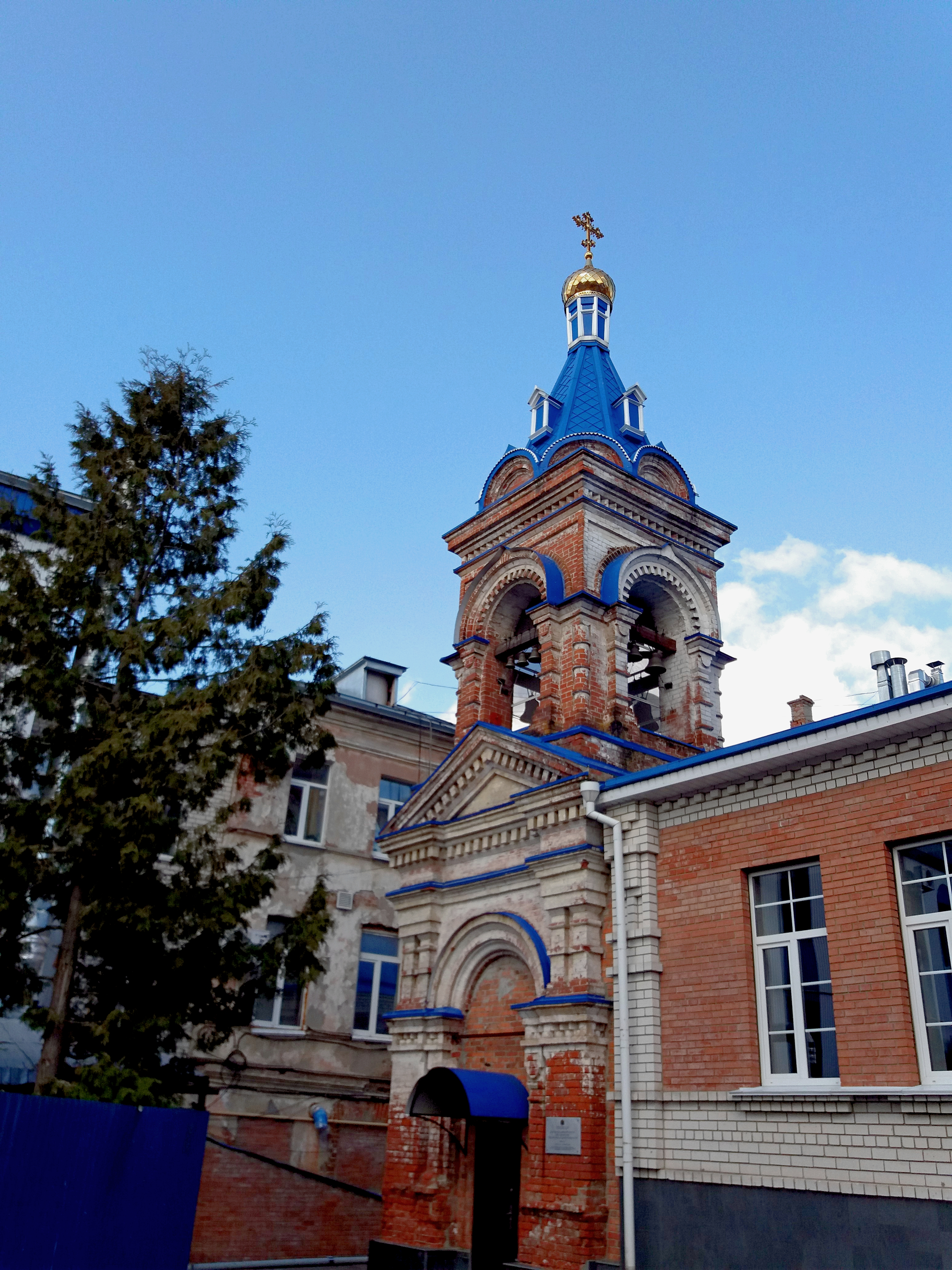
Восстановленная колокольня.
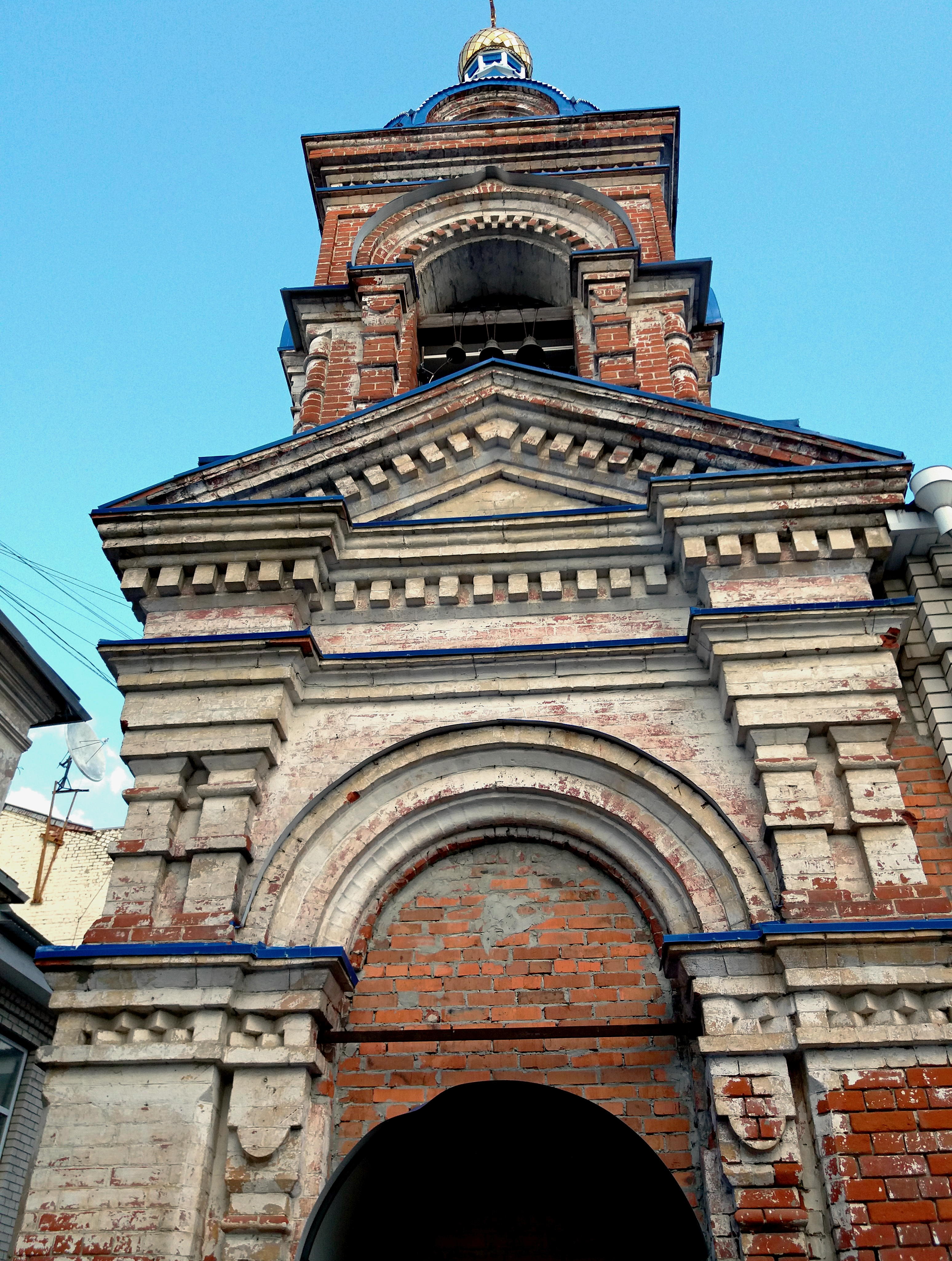
Колокольня.
Мемориальная доска на колокольне Симбирской семинарии.
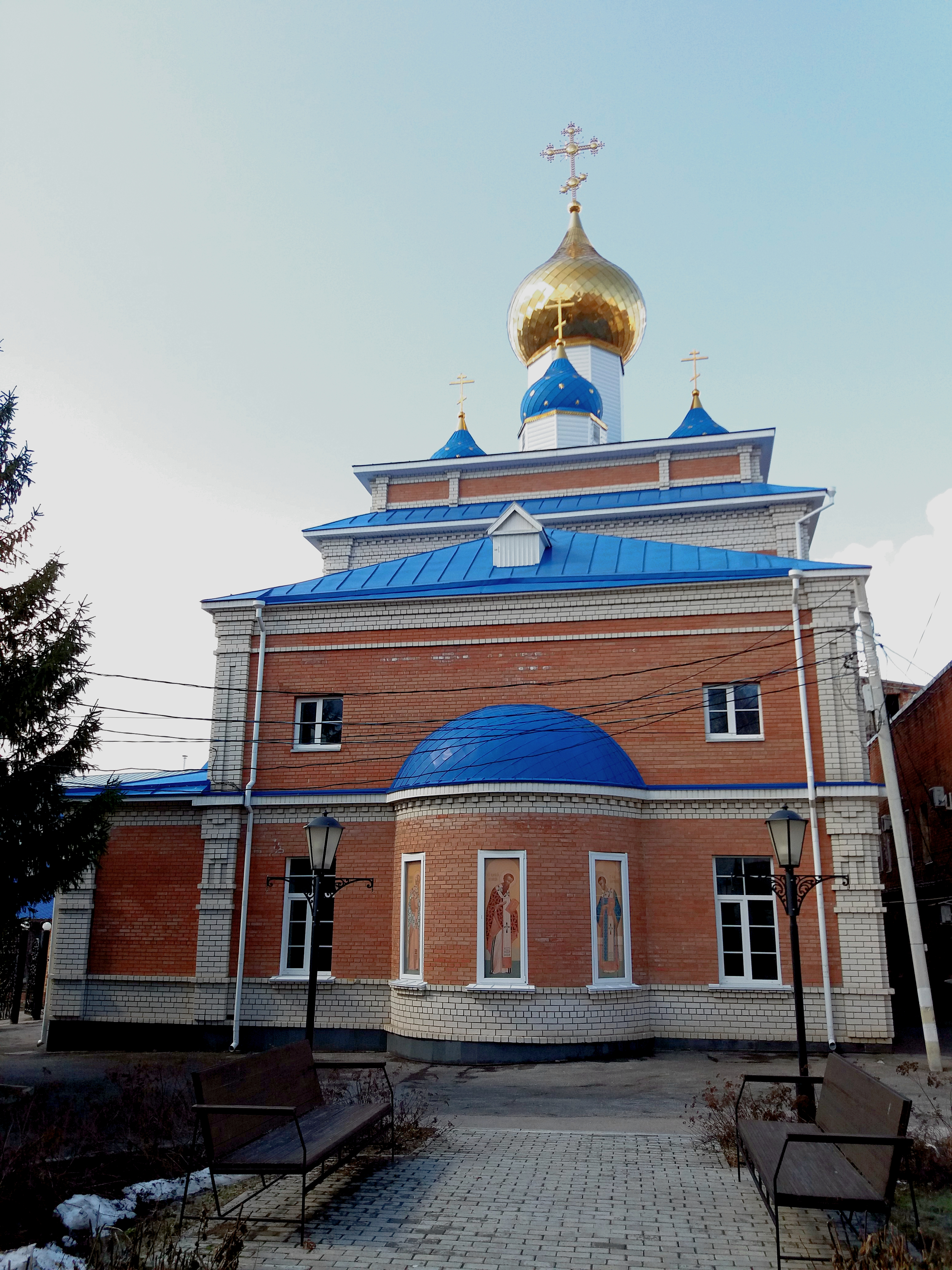
Апсида храма Трёх святителей.